# Саломея Краковская
Блаженная Саломея, известная также как Саломея Краковская (1211 или 1212 — 17 ноября 1268) — польская княжна, жена Коломана, князя (в венгерских источниках — короля) Галицкого, герцога Славонского и Хорватского. Почитаемая Католической церковью.

## Биография
Дочь князя-принцепса Польши Лешека Белого и Гремиславы.
Родившаяся на переломе 1211—1212, оказалась в центре политики. Едва достигнув шестилетнего возраста, была обручена с венгерским принцем Коломаном, сыном Андраша II, короля Венгрии, из династии Арпадов. Так как предки её матери, в числе которых был Великий князь киевский Мстислав Владимирович Великий, претендовали на Галицкое княжество, интересы отца Саломеи — Лешека Белого и отца Коломана — Андраша II, также претендующего на Галичину, совпадали. Брачный союз их детей должен был способствовать польско-венгерскому миру и решению спорных вопросов влияния на Червонную Русь.
В 1218 была отправлена в Венгрию. В 1219 после совместного успешного похода поляков и венгров молодая пара села на трон Галича. Однако нет подтвержденных данных, что она была коронована.
Весной 1221 года новгородский князь Мстислав Мстиславич Удатный с помощью половцев и вспомогательных отрядов русских князей из Поднепровья овладел Галичем. Пленëнного королевича Коломана с супругой Саломеей отослали в принадлежавший Мстиславу город Торческ. Венгерский король Андраш II, чтобы освободить сына с его женой из плена, был вынужден начать переговоры. После заключения мира с венгерским королём и отказа от прав на Галицкий престол они были освобождены.
В апреле 1241 Коломан участвовал в битве на реке Шайо с монголами, получил тяжелые раны и умер в Загребе в мае-июне 1241 года. После смерти мужа Саломея вернулась в Польшу ко двору своего младшего брата, князя краковского Болеслава V Стыдливого.
В 1245 вступила в орден Клариссинок в г. Сандомир.
По её просьбе Болеслав V основал монастырь клариссинок в г. Завихосте, вблизи Сандомира, где она жила с первыми польскими клариссинками.
Через несколько лет, в 1260 брат основал второй монастырь клариссинок недалеко от Кракова, в местности Скала. Саломея переселилась сюда и основала монастырскую библиотеку и городок Скала. В 1268 тяжело заболела и перед смертью завещала всё своё имущество монастырю.
Саломея считалась святой, о чем свидетельствует хотя бы то, что она сохранила своё целомудрие в браке.

## Прославление
В 1672 году была причислена к лику блаженных Папой Римским Климентом X.
В иконографии атрибутом блаженной Саломеи является звезда, исходящая из её рта в момент смерти.

## Память
Могила блаженной Саломеи находится в часовне, названной в её честь, в костеле св. Франциска Ассизского в Кракове.